# Triptaminok

A triptaminszármazékok általános szerkezete

A triptaminok a triptamin származékai. Sok biológiailag aktív vegyület van közöttük, többek között neurotranszmitterek és tudatmódosító szerek.
A gombákban, növényekben és állatokban található triptaminokat az emberiség régóta használja
pszichoaktív hatásuk miatt. Sok mesterségesen előállított triptamin is létezik.
A triptamin váz bonyolultabb vegyületekben is fellelhető, ilyen pl. az LSD.
Ann és Alexander Shulgin több tucat triptamin leírását közölte TiHKAL  című munkájában.
| Rövid név   | Eredet      | Rα   | R4  | R5    | RN1     | RN2 | Teljes név                          |
| ----------- | ----------- | ---- | --- | ----- | ------- | --- | ----------------------------------- |
| Triptamin   | természetes | H    | H   | H     | H       | H   | triptamin                           |
| Triptofán   | természetes | COOH | H   | H     | H       | H   | α-karboxiltriptamin                 |
| Szerotonin  | természetes | H    | H   | OH    | H       | H   | 5-hidroxitriptamin                  |
| Melatonin   | természetes | H    | H   | O–CH3 | O=C-CH3 | H   | 5-metoxi-N-acetiltriptamin          |
| Pszilocin   | természetes | H    | OH  | H     | CH3     | CH3 | 4-hidroxi-N,N-dimetiltriptamin      |
| Pszilocibin | természetes | H    | PO4 | H     | CH3     | CH3 | 4-foszforiloxi-N,N-dimetiltriptamin |
| Bufotenin   | természetes | H    | H   | OH    | CH3     | CH3 | 5-hidroxi-N,N-dimetiltriptamin      |
| Rövid név   | Eredet      | Rα   | R4  | R5    | RN1     | RN2 | Teljes név                          |

## Fordítás
- Ez a szócikk részben vagy egészben  a   Tryptamine című angol Wikipédia-szócikk fordításán alapul.  Az eredeti cikk szerkesztőit annak laptörténete sorolja fel. Ez a jelzés csupán a megfogalmazás eredetét és a szerzői jogokat jelzi, nem szolgál a cikkben szereplő információk forrásmegjelöléseként.